# Der Mann meines Lebens (1954)
 Der Mann meines Lebens ist ein deutscher Kinofilm aus dem Jahr 1954. Regie führte Erich Engel. Die beiden Hauptrollen waren mit Marianne Hoppe und René Deltgen prominent besetzt.

## Handlung
Der weltberühmte Geiger Nils Ascan kehrt nach 15 Jahren anlässlich eines Konzertes zum ersten Mal in seine Heimatstadt Korby zurück. Hier entflammt erneut die Liebe zu seiner ehemaligen Freundin Helga, die jetzt als Oberschwester in einem Krankenhaus arbeitet. Ascan überredet Helga, für ein neues Leben an seiner Seite mit ihm zu gehen. Gegen alle intensiven Warnungen ihrer Freunde und Kollegen entscheidet sie sich für Ascan und gegen ihre Stellung im Krankenhaus.
Nach kurzer Zeit jedoch ringt ihre beste Freundin Agnes nach einem Selbstmordversuch mit dem Leben. Helga fühlt sich für diesen Vorfall mitverantwortlich und eilt trotz Ascans heftiger Proteste wieder zurück ins Krankenhaus. Sie assistiert bei der erfolgreich verlaufenden Operation. Helga erkennt, dass ihr Platz im Ärztekollegium ist und beschließt, nicht zu Ascan zurückzukehren, sondern im Krankenhaus zu bleiben.

## Produktion und Uraufführung
Der Film wurde in den Ateliers Bendestorf produziert (Außenaufnahmen in Hamburg und Umgebung ab 30. Dezember 1953, Atelieraufnahmen 4. Januar 1954 bis 11. Februar 1954). Fritz Maurischat, Ernst Weber und Ernst Klose schufen die Bauten. Produzent Viktor von Struve und Heinz Bohner waren Produktionsleiter.
Die Uraufführung fand am 26. März 1954 im Kino Weltspiele in Hannover statt.

## Kritik
„Solide gespieltes, aber unglaubwürdiges Rührstück um einen Konflikt zwischen Herz und Verstand.“